# Магадха
Магадха (на санскрит: मगध) е древноиндийско царство в южната част на Бихар, считана за една 16-те „велики държави“ на Древна Индия. Просъществува в периода Магадха играе важна роля в разрастването на джайнизма и будизма, както и на две от най-големите индийски империи – Мауря и Гупта.
Ранното величие на Магадха може да бъде обяснено със стратегическото местоположение на държавата в долината на река Ганг, което ѝ позволява да контролира търговията и комуникациите по нея. Освен това, реката предоставя бърза връзка между речните пристанища и градове в страната.

## История
Най-ранното сведение за Магадха е в Атхарваведа, където е споменава редом с държавите Анга и Гандхара. Ядро на царството е районът Бихар южна от река Ганг. Първата му столица е Раджгир, а след това – Паталипутра. Впоследствие държавата се разраства и включва по-голямата част от Бихар и Бенгал. Тя покорява конфедерацията Вриджи, както и Анга. Така, тя поема контрол и над Джаркханд, Одиша, Западна Бенгалия и източните части на Утар Прадеш.
Древното царство се споменава многократно в джайнистките и будистките текстове. Споменава се и в Рамаяна, Махабхарата и Пурана. Въпреки това, съществува малко сигурна информация относно ранните владетели на държавата. Според Палийския канон, Магадха е управлявана от династията Харянка в продължение на около 200 години.
Сидхарта Гаутама Буда, основателят на будизма, прекарва голяма част от живота си в Магадха. Той получава просветление в Бодх Гая, отправя първата си проповед в Сарнатх, а първият будистки съвет е свикан в Раджгир.
В Махабхарата се упоменава, че Брихадратха е първият владетел на Магадха. Император Бимбисара от династията Харянка води активна експанзионистка политика, покорявайки царството Анга, намиращо се на територията на днешна Западна Бенгалия. Той е убит от сина си, принц Аджаташатру. Владетелят Пасенади на близкото царство Кошала и доведен брат на Бимбисара бързо поема контрол над областта Каши.
Сведенията леко се различават относно причината за война на Аджаташатру с клана Личхави северно от река Ганг. За да започне настъплението си през река Ганг, Аджаташатру построява крепост при град Паталипутра. Отнема му петнадесет години, за да победи Личхави. Джайнистките текстове описват как Аджаташатру използва две нови оръжия: катапулт и покрита колесница с въртящ се боздуган. Впоследствие Паталипутра прераства в център на търговията и става столица на Магадха след смъртта на Аджаташатру.
Династията Харянка е свалена от власт от династията Шайшунага Последният владетел от тази династия, Махандин, е убит от Махападма Нанда през 345 г. пр.н.е.
През 326 г. пр.н.е. армията на Александър Македонски достига западните граници на Магадха. Армията му, уморена и уплашена от вероятността отново да се изправи срещи гигантска индийска армия при Ганг, се разбунтува при река Биас и отказва да продължи на изток. След като Александър се съветва с офицера си Койн, той е убеден, че е по-добре да се върне и да тръгне на юг, покорявайки земите на юг до океанския бряг.
Около 321 г. пр.н.е. династията Нанда приключва, а Чандрагупта става първи владетел на Маурийската династия и Маурийската империя с помощта на Чанакя. Империята му по-късно се разпростира над почти цяла Южна Азия.